# Elena Vera
Elena Vera fue una poetisa, ensayista y profesora universitaria venezolana.

## Biografía
Elena Vera nació en Caracas, (Venezuela) en 1939. Se graduó de profesora de Literatura y Latín (Pedagógico de Caracas) y obtuvo una licenciatura en Letras en la Universidad de Los Andes.
Magíster en Literatura Hispanoamericana (Instituto Pedagógico de Caracas) y en Literatura Venezolana (Universidad Central de Venezuela), Elena Vera trabajó de manera constante por la difusión de la literatura venezolana y por el gremio de escritores. Fue presidenta de la Asociación de Escritores de Venezuela.
Falleció en 1997.

## Obras publicadas

### Poesía
- El hermano el hombre y el extraño (1959).
- El celacanto (1980, Premio José Antonio Ramos Sucre).
- Acrimonia (1981, Premio Universidad de Carabobo).
- De amantes (1982).
- Sombraduras (1988).
- El Auroch (1992).

### Ensayo
- Coautora de Cuatro ensayos sobre Ramos Sucre (1980)
- Flor y canto. 25 años de poesía venezolana (1986)
- Inventario del espíritu: el aporte del Instituto Pedagógico de Caracas a la literatura venezolana y otras literaturas (1996)

## Premios
- Premio José Antonio Ramos Sucre (1980)
- Premio Alfonsina Storni (1983) por su poema "Huésped" (poema incluido en De amantes).
- Premio de la Academia de la Lengua, mención Ensayo, por Los Fabuladores (sobre novela venezolana contemporánea). Inédito.
- Premio Municipal de Literatura 1986 en ensayo con Flor y canto: 25 años de poesía venezolana (1958-1983).